# قرية الماء (المحويت)

تعديل مصدري - تعديل

قرية الماء هي إحدى قرى عزلة الغربي الاسفل بمديرية المحويت التابعة لمحافظة المحويت، بلغ تعداد سكانها 94 نسمة حسب تعداد اليمن لعام 2004.